# Museo etrusco Guarnacci
Museo etrusco Guarnacci – muzeum sztuki starożytnej mieszczące się w Palazzo Desideri Tangassi w Volterze, założone w 1761 roku.
Zbiory założycielskie obejmują bibliotekę (ok. 50 000 woluminów), oraz pozostałości cywilizacji etruskiej, ofiarowane muzeum w 1761 roku przez Maria Guarnacci (1701–1785) literata i archeologa urodzonego w Volterze. Początkowo muzeum mieściło się w należącym do Guarnacciego Palazzo Maffei, a po jego śmierci w 1785 roku zbiory przeniesiono do Palazzo Priori, następnie w 1877 do Palazzo Desideri Tangassi, obecnej siedziby muzeum.
Zbiory zawierają m.in. ponad sześćset urn pogrzebowych wykonanych z alabastru i terakoty w tym dobrze zachowaną Urna degli Sposi. Eksponatem sztuki etruskiej jest także wotywna statuetka Ombra della sera o oryginalnej, wydłużonej formie. Kolekcja zawiera liczne przedmioty codziennego użytku, etruskie i rzymskie.